# Округ Девит (Тексас)
Округ Девит (енгл. DeWitt County) је округ у америчкој савезној држави Тексас. По попису из 2010. године број становника је 20.097.

## Демографија
Према попису становништва из 2010. у округу је живело 20.097 становника, што је 84 (0,4%) становника више него 2000. године.
| Група             | 2000.          | 2010.          |
| Белци             | 12.168 (60,8%) | 11.482 (57,1%) |
| Афроамериканци    | 2.209 (11,0%)  | 1.876 (9,3%)   |
| Азијати           | 42 (0,2%)      | 44 (0,2%)      |
| Хиспаноамериканци | 5.452 (27,2%)  | 6.502 (32,4%)  |
| Укупно            | 20.013         | 20.097         |